# 特売 (風見慎吾のアルバム)
『特売』（とくばい）は、風見慎吾初のベスト・アルバム。1985年12月5日、フォーライフ・レコードから発売された。

## 解説
デビューから2年半の間に、2枚のスタジオ・アルバムと6枚のシングルを発売した風見の初のベスト・アルバム。ヒット曲「涙のtake a chance」と「僕 笑っちゃいます」のヒット曲を始め、6枚のシングル、2枚のアルバムからの曲も織り交ぜた全12曲入り。曲間には風見のナレーション入り。「'86慎吾特製カレンダーポスター」が当時の特典。
発売当時はLPレコード、CD、カセットテープの3形態で発売されたが既に廃盤。1996年9月20日にCDのみ再発。2021年現在は各音楽配信サイトで入手可能。

## 収録曲
1. 僕 笑っちゃいます（5：05）
2. FRIDAY TROUBLE（3：43）
3. 泣いちっち マイ・ハート（3：43）
4. やっぱし（3：42）
5. オータムブルース（3：43）
6. そこの彼女（3：46）
7. BEAT ON PANIC（4：01）
8. Good-bye for you（3：13）
9. 金曜日のPRINCESS（4：30）
10. 涙のtake a chance（4：17）
11. BLUE PRIVATE（3：54）
12. 泣き虫“チャチャ”の物語（4：13）